# Torymus latialatus
Torymus latialatus är en stekelart som beskrevs av Lin och Xu 2005. Torymus latialatus ingår i släktet Torymus och familjen gallglanssteklar. Inga underarter finns listade i Catalogue of Life.